# Куркулос, Никос
Никос Куркулос (греч. Νίκος Κούρκουλος; 5 декабря 1934 — 31 января 2007) — греческий актер театра и кино, один из наиболее значительных в Греции XX века.

## Биография
Никос Куркулос вырос в пригороде Афин Зографосе. Увлекался спортом, особенно футболом, в школьные годы даже играл в юношеской команде футбольного клуба «Панатинаикос». Актерское дело пришла в его жизнь совершенно случайно. Он учился актёрскому мастерству в школе драмы при Национальном театре Греции, дебютировал на сцене последнего в 1958 году в постановке «Дамы с камелиями» Александра Дюма-сына. Главные роли в спектакле играли настоящие звёзды Элли Ламбете и Димитрис Хорн.
Впоследствии Никос Куркулос стал одним из основателей музыкальной группы «Проскинио». В 1967 году он сыграл в бродвейском мюзикле «Илия Дарлинг», основанном на сценарии Жюля Дассена к фильму «Никогда в воскресенье» (1960), музыку написал Манос Хадзидакис, а главную роль играла уже тогда популярная греческая звезда Мелина Меркури. За роль в этом мюзикле Никоса Куркулоса номинировали на бродвейскую премию «Тони» в номинации «лучший актёр второго плана».
В период 1960—1970-х годов успех Никоса Куркулоса был беспрецедентным для Греции, за исключением разве что Димитриса Папамихаила. В начале 1970-х годов он создал собственную актёрскую группу, в репертуар которой вошли, в частности, «Процесс» Франца Кафка, «Вид с моста» Артура Миллера и «Трёхгрошовая опера» Бертольта Брехта. Последний раз Никос Куркулос вышел на сцену в 1991 году, исполняя главную роль в постановке трагедии Софокла «Филоктет» на восстановленной сцене древнегреческого театра в Эпидавре, в Южной Греции. В 1995 году он назначен художественным руководителем Национального театра Греции, который ему удалось превратить в прибыльную художественную организацию без ущерба художественной целостности, актерскому мастерству.
Не менее успешной была и кинокарьера Никоса Куркулиса: он снялся во многих фильмах, начиная с конца 1950-х годов до начала 1980-х годов. Его наиболее успешными лентами стали мелодрамы с социально острым сюжетом, в частности «Ορατότης Μηδέν» 1970 года. Он дважды был награждён на Международном кинофестивале в Салониках в номинации «Лучший актёр» за свою игру в «Αδίστακτοι» в 1965 году и «Αστραπόγιαννος» в 1970 году. На протяжении пяти лет (1975—1980) он был президентом Общества греческих театральных актёров.
Никос Куркулос скончался в больнице Эррикос Динан в Афинах 30 января 2007 года, после длительной борьбы с раком, в возрасте 72 лет. Последние двадцать лет он жил с Марьяной Лацис (Μαριάννα Λάτση, род. 1953, дочь греческого магната и судовладельца Янниса Лациса), с которой имел двух общих детей — Эрьету (Εριέττα, род. 1993) и Филиппа (Φίλιππος, род. 1998), а также двоих детей от законного брака — дочь Мелиту и сына Алкиса.